# Vatica dulitensis
Vatica dulitensis är en tvåhjärtbladig växtart som beskrevs av Symington. Vatica dulitensis ingår i släktet Vatica och familjen Dipterocarpaceae. Inga underarter finns listade i Catalogue of Life.